# Arnaud
Arnaud (em crioulo haitiano:  Ano) é uma comuna do Haiti, situada no departamento de Nippes e no arrondissement de Anse-à-Veau. De acordo com o censo de 2003, sua população total é de 15.038 habitantes.